# Louerre

Louerre este o comună în departamentul Maine-et-Loire, Franța. În 2009 avea o populație de 418 de locuitori.